# 瓦爾基 (比奧比奧省)

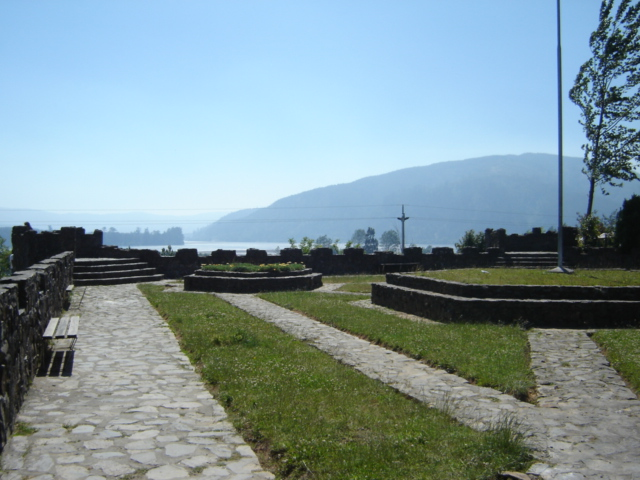

瓦爾基（西班牙語：Hualqui），是智利的城市，位於該國中部比奧比奧大區的比奧比奧省，始建於1757年10月24日，面積530.5平方公里，海拔高度39米，2012年人口22,892人，人口密度每平方公里43人。
36°57′36″S 72°55′48″W / 36.96000°S 72.93000°W